# Кам'янка-Бузька міська територіальна громада
Кам'янка-Бузька міська громада — територіальна громада в Україні, у Львівському районі Львівської області. Адміністративний центр — місто Кам'янка-Бузька.
Площа території — 348,4 км², кількість населення — 21 505 осіб, з них: міське — 10 630 осіб, сільське — 10 875 осіб (2020).
Утворена 17 серпня 2017 року шляхом об'єднання Кам'янка-Бузької міської ради та Батятицької, Желдецької, Зубівмостівської, Прибужанівської сільських рад Кам'янка-Бузького району.
12 червня 2020 року розширена шляхом долучення Дернівської та Стрептівської сільських рад Кам'янка-Бузького району.

## Населені пункти
До складу громади входять 1 місто (Кам'янка-Бузька) і 28 сіл:
- Батятичі
- Верени
- Високофедорівка
- Воля-Жовтанецька
- Гайок
- Грушка
- Дальнич
- Деревляни
- Дернів
- Желдець
- Забужжя
- Зубів Міст
- Красичин
- Липники
- Мазярка
- Обидів
- Прибужани
- Рожанка
- Руда
- Руда-Сілецька
- Сапіжанка
- Сокіл
- Спас
- Стрептів
- Тадані
- Товмач
- Ягідня
- Ямне